# 行星連珠
行星連珠（英語：Planetary alignment），是一個特別的天文現象。原则上该词可以指任意几颗行星连成一线，但该词最常指太陽系中的数颗行星在視覺上連成一線。